# Burg Schönberg (Lauchheim)
Die Burg Schönberg ist eine abgegangene mittelalterliche Burg bei Schönberg, einem Weiler der Stadt Lauchheim im Ostalbkreis in Baden-Württemberg.
1359 wurde ein Eberhard von Gromberg mit der Burg erwähnt. Auf dem etwa 2,5 bis 5 Meter hohen Burghügel sollen 1908 mittelalterliche Scherben gefunden worden sein.